# Itambé do Mato Dentro
Itambé do Mato Dentro là một đô thị thuộc bang Minas Gerais, Brasil. Đô thị này có diện tích 381,066 km², dân số năm 2007 là 2434 người, mật độ 6,39 người/km².